# Milesburg
Milesburg est un borough situé à l'est du comté de Centre, en Pennsylvanie, aux États-Unis,. En 2010, il comptait une population de 1 123 habitants.

## Démographie
Lors du recensement de 2010, le borough comptait une population de 1 123 habitants. Elle est estimée, en 2019, à 1 194 habitants.

### Source de la traduction
- (en) Cet article est partiellement ou en totalité issu de l’article de Wikipédia en anglais intitulé « Milesburg, Pennsylvania » (voir la liste des auteurs).